# Буэнос-Айресский японский сад
Буэнос-Айресский японский сад (исп. Jardín japonés de Buenos Aires) — публичный парк в Буэнос-Айресе, расположенный в районе Палермо, является крупнейшим в мире японским садом за пределами Японии.
Японский сад был разбит на территории парка Трес де Фебреро в 1967 году по случаю визита в Аргентину японского наследного принца Акихито с супругой Митико. Открытие сада состоялось 15 мая 1967. Впоследствии его неоднократно вновь посещали члены японской императорской семьи. В 1991 году там побывали принц Такамадо и принцесса Хисако. В 1997 сад вновь посетили Акихито с супргой, на этот раз в статусе действующих императора и императрицы. Во время визита в Аргентину в 1998 там побывали принц Акисино с принцессой Кико.
Вход в японский сад находится со стороны проспекта Фигероа Алькорта. Сад спроектирован по классическим японским канонам, стремящимся к гармонии и равновесию. Посередине парка расположено озеро, берега которого соединены двумя мостами. Один из них, так называемый божественный мост, символизирует вход в рай. Местные южноамериканские виды растений в саду соседствуют с традиционными японскими сакурами, дланевидными клёнами, багрянниками и азалиями. В озере водятся карпы. Японский колорит парка усиливают японские колокола, каменные светильники торо и стилизованные гранитные скульптуры. Помимо сада, на территории комплекса расположены японский культурный центр, ресторан, оранжерея с коллекцией бонсай и сувенирный магазин. Парком и проводимым в нём мероприятиями управляет японско-аргентинский культурный фонд.

## Галерея

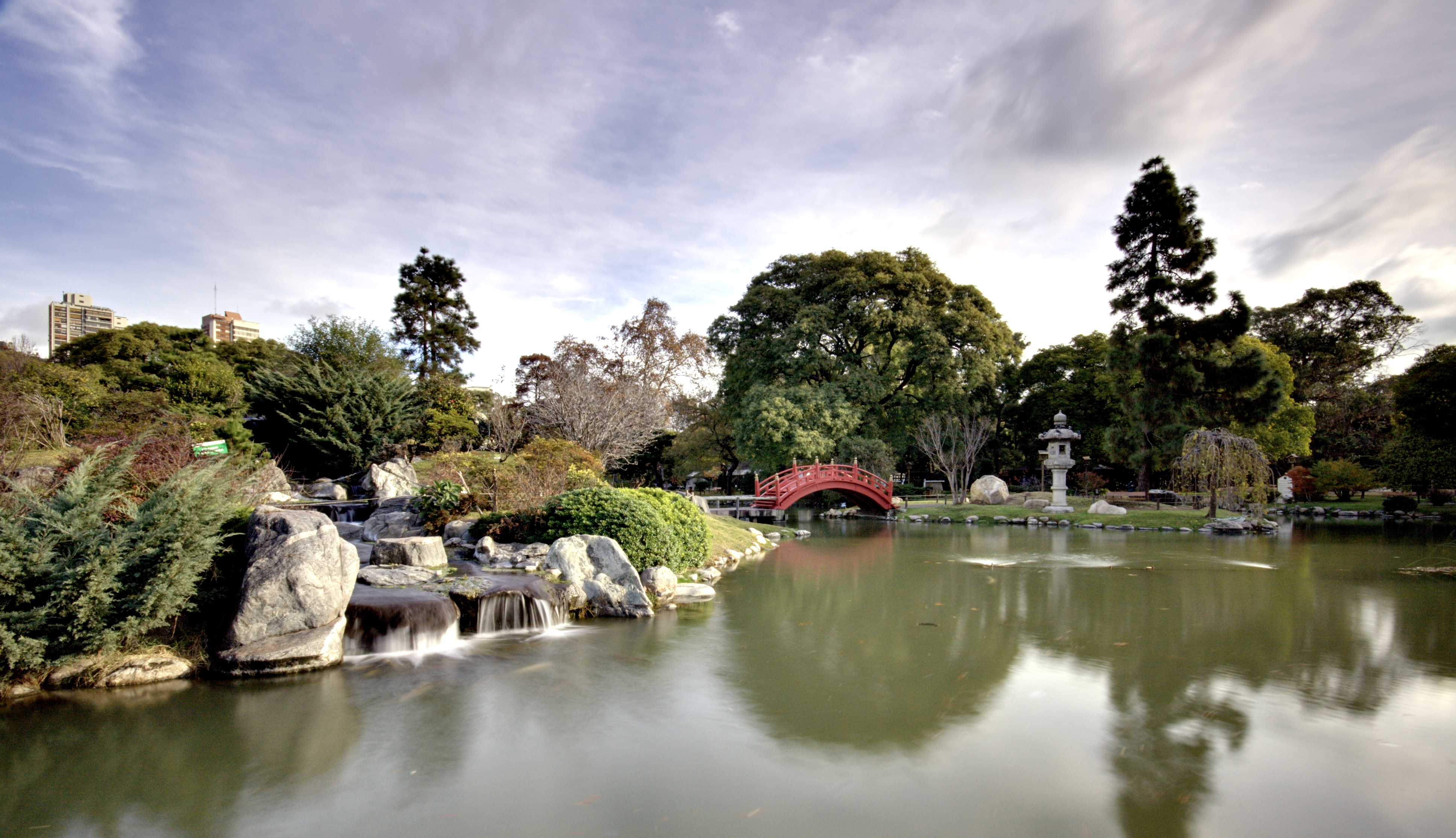
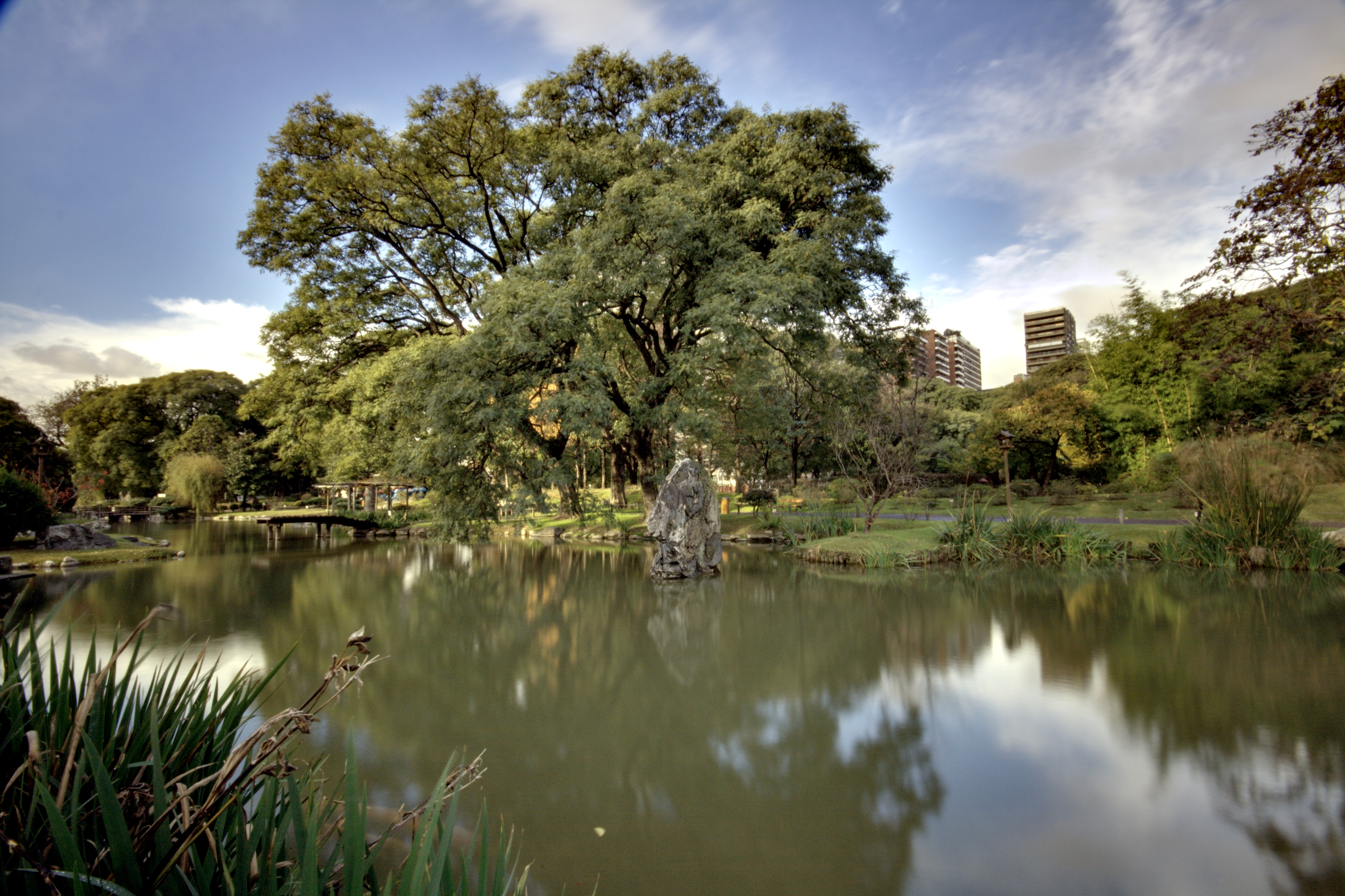
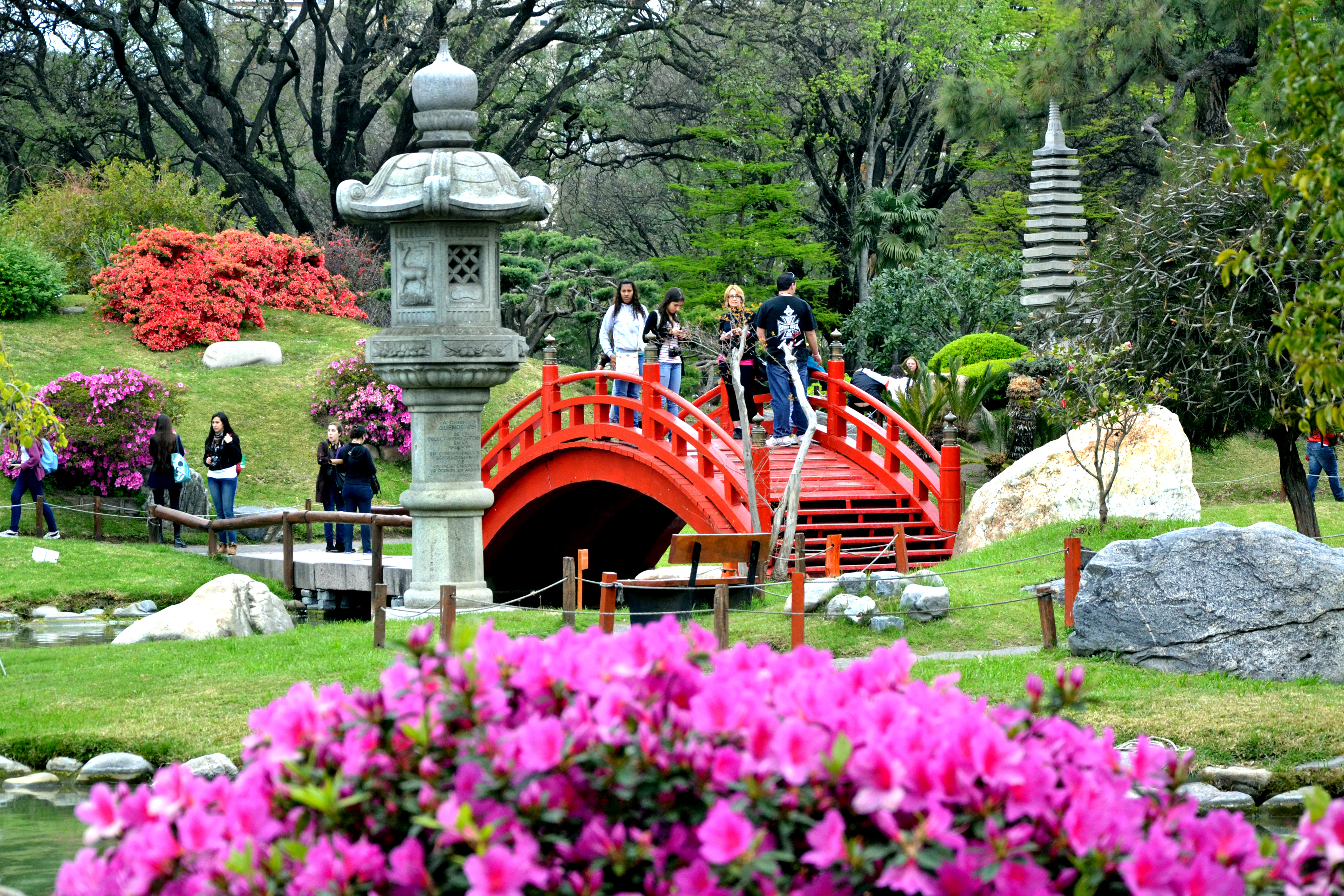
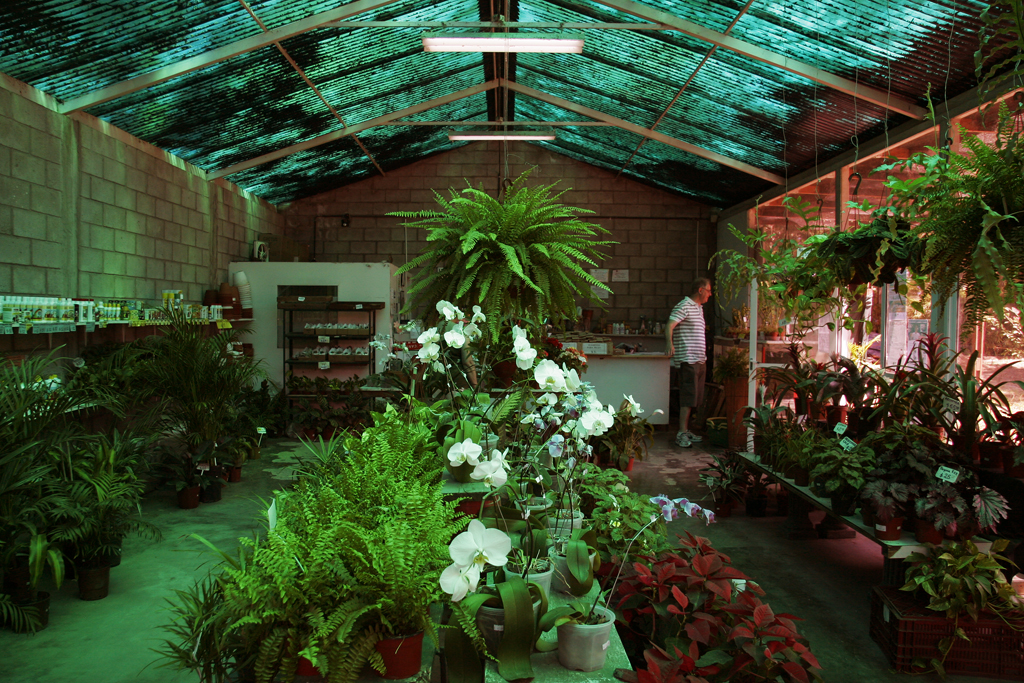
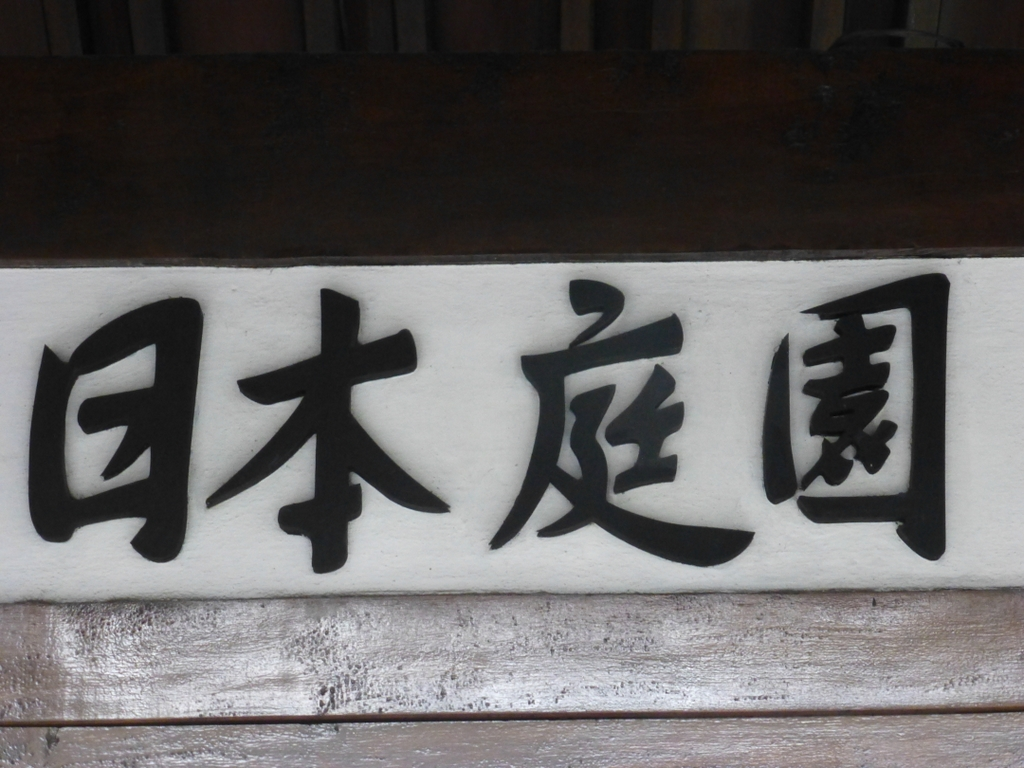
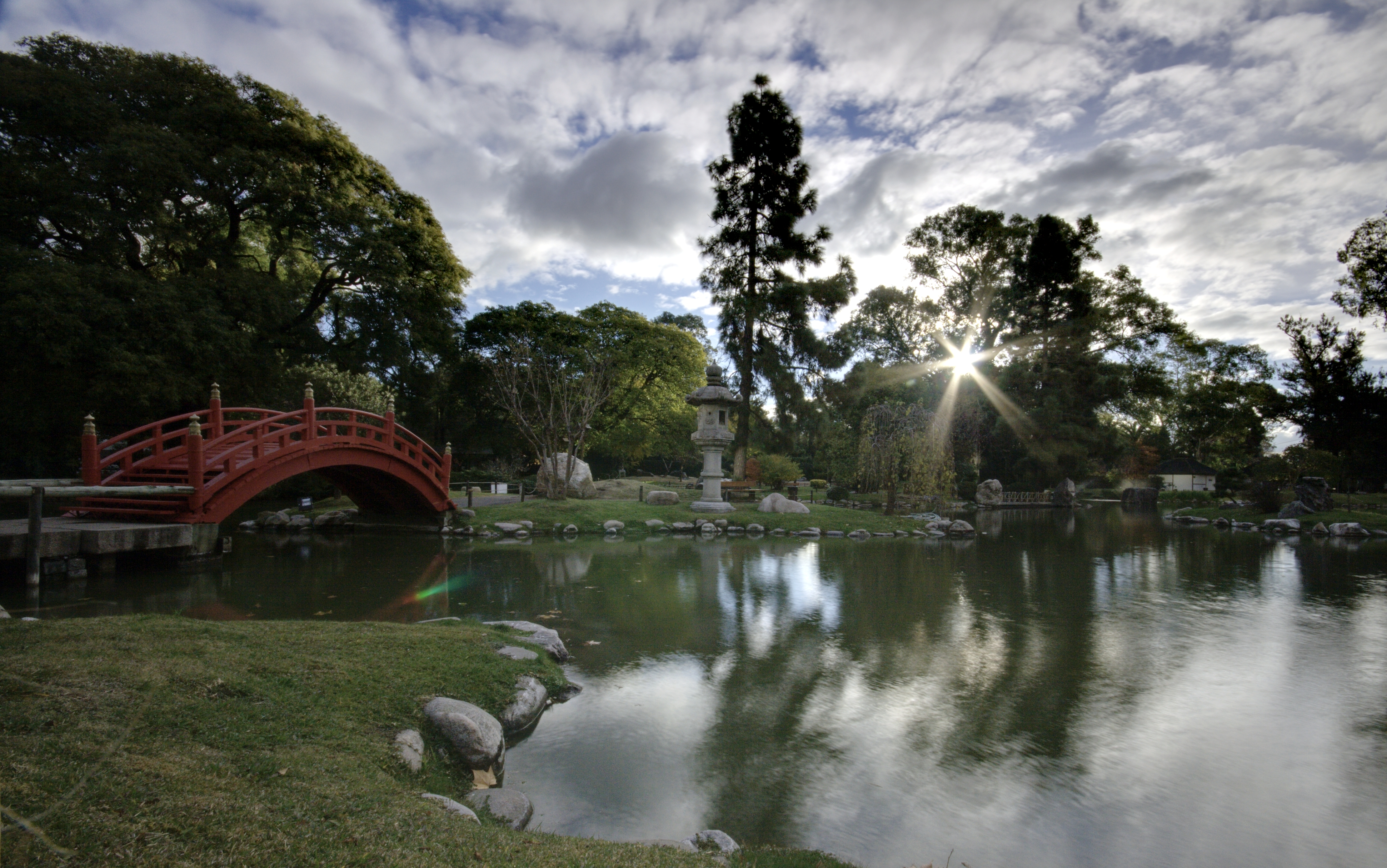
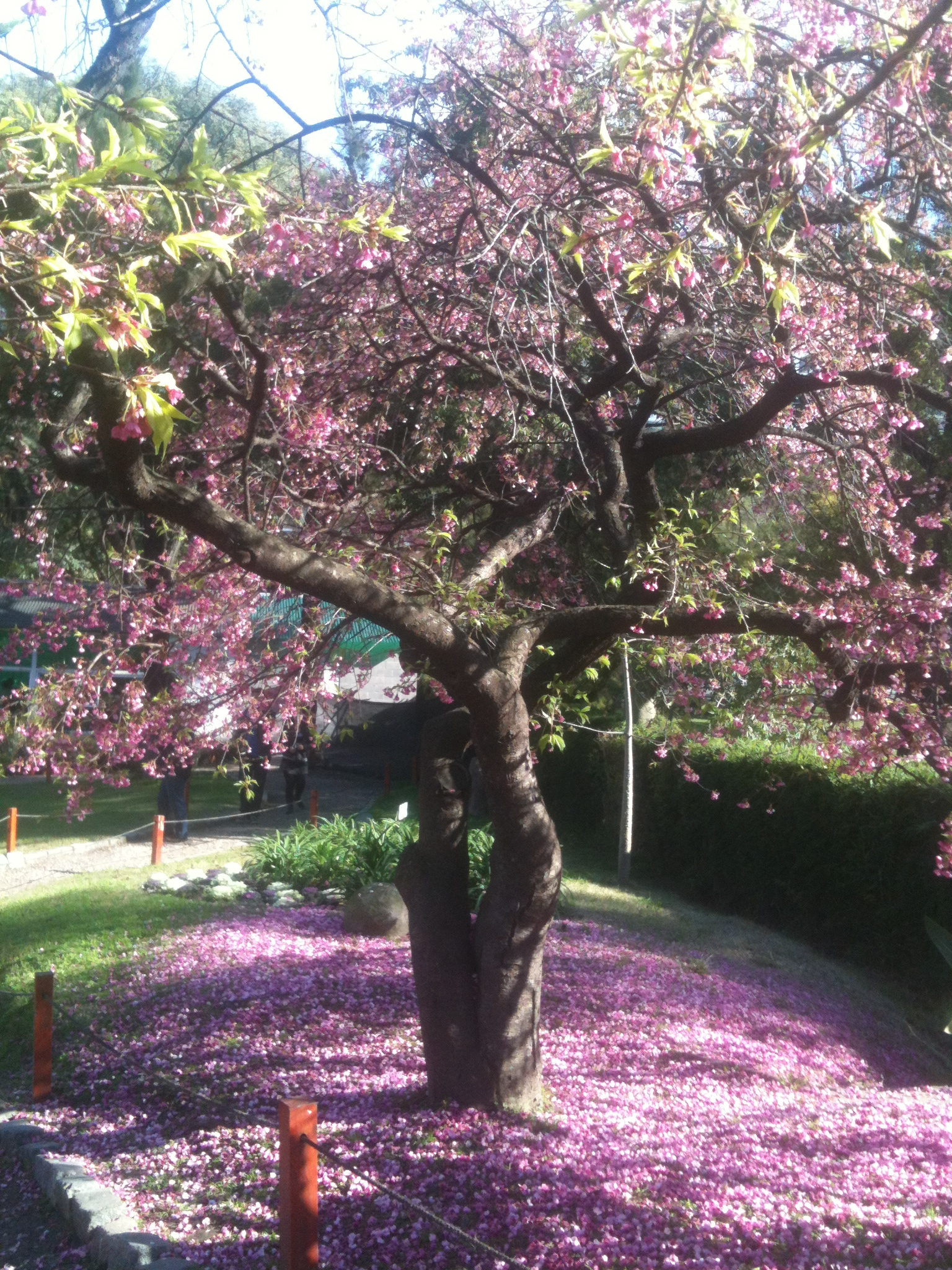
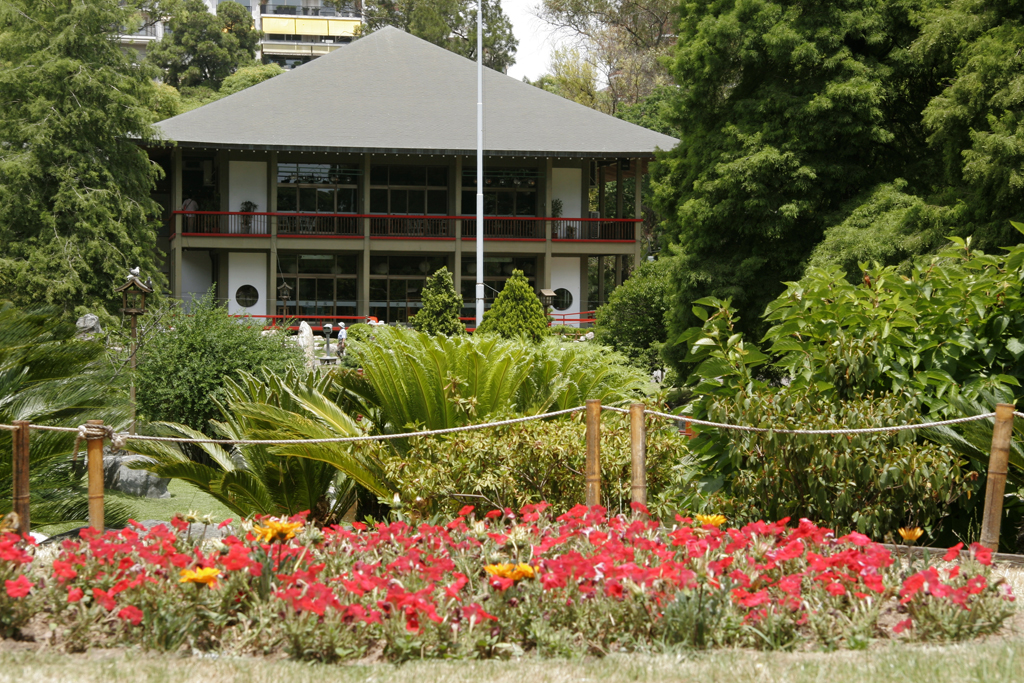